# العلاقات الهندية الدومينيكية
العلاقات الهندية الدومينيكية هي العلاقات الثنائية التي تجمع بين الهند ودومينيكا.

## مقارنة بين البلدين
هذه مقارنة عامة ومرجعية للدولتين:
| وجه المقارنة                                              | الهند                       | دومينيكا              |
| --------------------------------------------------------- | --------------------------- | --------------------- |
| المساحة (كم2)                                             | 3.29 مليون                  | 751                   |
| عدد السكان (نسمة)                                         | 1.35 مليار                  | 73.92 ألف             |
| الكثافة السكانية (ن./كم²)                                 | 410.33                      | 9.84 ألف              |
| العاصمة                                                   | نيودلهي                     | روسو                  |
| اللغة الرسمية                                             | اللغة الهندية، لغة إنجليزية | لغة إنجليزية          |
| العملة                                                    | روبية هندية                 | دولار شرق الكاريبي    |
| الناتج المحلي الإجمالي (بليون دولار)                      | 2.60 تريليون                | 562.54 مليون          |
| الناتج المحلي الإجمالي (تعادل القوة الشرائية) بليون دولار | 8.00 تريليون                | 789.63 مليون          |
| الناتج المحلي الإجمالي الاسمي للفرد دولار أمريكي          | 1.60 ألف                    | 7.12 ألف              |
| الناتج المحلي الإجمالي للفرد دولار أمريكي                 | 5.70 ألف                    | 10.88 ألف             |
| مؤشر التنمية البشرية                                      | 0.609                       | 0.724                 |
| رمز المكالمات الدولي                                      | +91                         | +1767                 |
| رمز الإنترنت                                              | .in، .भारत ‏، .بھارت ‏،        | .dm                   |
| المنطقة الزمنية                                           | ت ع م+05:30، توقيت الهند    | 00، توقيت أطلنطي موحد |

## منظمات دولية مشتركة
يشترك البلدان في عضوية مجموعة من المنظمات الدولية، منها:
| علم المنظمة | اسم المنظمة                        | تاريخ انضمام الهند | تاريخ انضمام دومينيكا |
| ----------- | ---------------------------------- | ------------------ | --------------------- |
|             | يونسكو                             | 4 نوفمبر 1946      | 9 يناير 1979          |
|             | مؤسسة التمويل الدولية              | 20 يوليو 1956      | 29 سبتمبر 1980        |
|             | منظمة حظر الأسلحة الكيميائية       | ?                  | ?                     |
|             | مؤسسة التنمية الدولية              | 24 سبتمبر 1960     | 29 سبتمبر 1980        |
|             | منظمة التجارة العالمية             | 1995               | ?                     |
|             | وكالة ضمان الاستثمار متعدد الأطراف | 6 يناير 1994       | 7 أكتوبر 1991         |
|             | الاتحاد البريدي العالمي            | ?                  | ?                     |
|             | الاتحاد الدولي للاتصالات           | 1869               | 28 أكتوبر 1996        |
|             | منظمة الشرطة الجنائية الدولية      | ?                  | ?                     |
|             | الأمم المتحدة                      | 30 أكتوبر 1945     | 18 ديسمبر 1978        |
|             | البنك الدولي للإنشاء والتعمير      | 27 ديسمبر 1945     | 29 سبتمبر 1980        |
|             | دول الكومنولث                      | 15 أغسطس 1947      | ?                     |

## وصلات خارجية
- موقع وزارة الخارجية الهندية